# Fronte Democratico Progressista Repubblicano
Il Fronte Democratico Progressista Repubblicano è una coalizione politica creata in Valle d'Aosta da Partito d'Azione, Partito Comunista Italiano, Partito Socialista Italiano, e Partito Repubblicano Italiano, in occasione delle elezioni politiche del 1946.

## Storia
Il Fronte ottenne, nel collegio della Valle d'Aosta, 21 853 voti, pari al 51,79%, conquistando quindi il seggio in palio ed eleggendo all'Assemblea Costituente Giulio Bordon, che sedette nel Gruppo Autonomista (insieme agli eletti del Partito d'Azione).
L’alleanza si spaccò alle elezioni del 1948, come accadde anche a livello nazionale, fra socialcomunisti e socialdemocratici, con Bordon fra quest'ultimi. La DC ebbe gioco facile e ottenne il seggio valdostano.